# Кустин (Львовская область)
Кустин (укр. Кустин) — село в Лопатинской поселковой общине Шептицкого района Львовской области Украины.
Население по переписи 2001 года составляло 515 человек. Занимает площадь 1,02 км². Почтовый индекс — 80242. Телефонный код — 3255.